# 白米甕砲台
白米甕砲台（はくべいが ほうだい / はくまいおう ほうだい）は、台湾基隆市中山区光華路37巷にある砲台。基隆港を防御するために港口の左岸（南西）側の高台に設置された沿岸要塞である。日本国陸軍省の公文書では「白米甕砲台」、1921年から28年に陸地測量部が製作した二万五千分の一地図には「白米砲台」と記されている。この砲台の日本統治期の読み方は、この記事の『白米甕の読み方について』を参照。
当地は基隆市定古蹟に登録されており、地上部分は見学者に無料開放されている。4月から11月の第四土曜日9時から12時には、基隆市文化局による現地案内が行われている。すぐ東隣に萬人頭砲台跡が、西隣には台湾電力協和火力発電所ある。

## 歴史

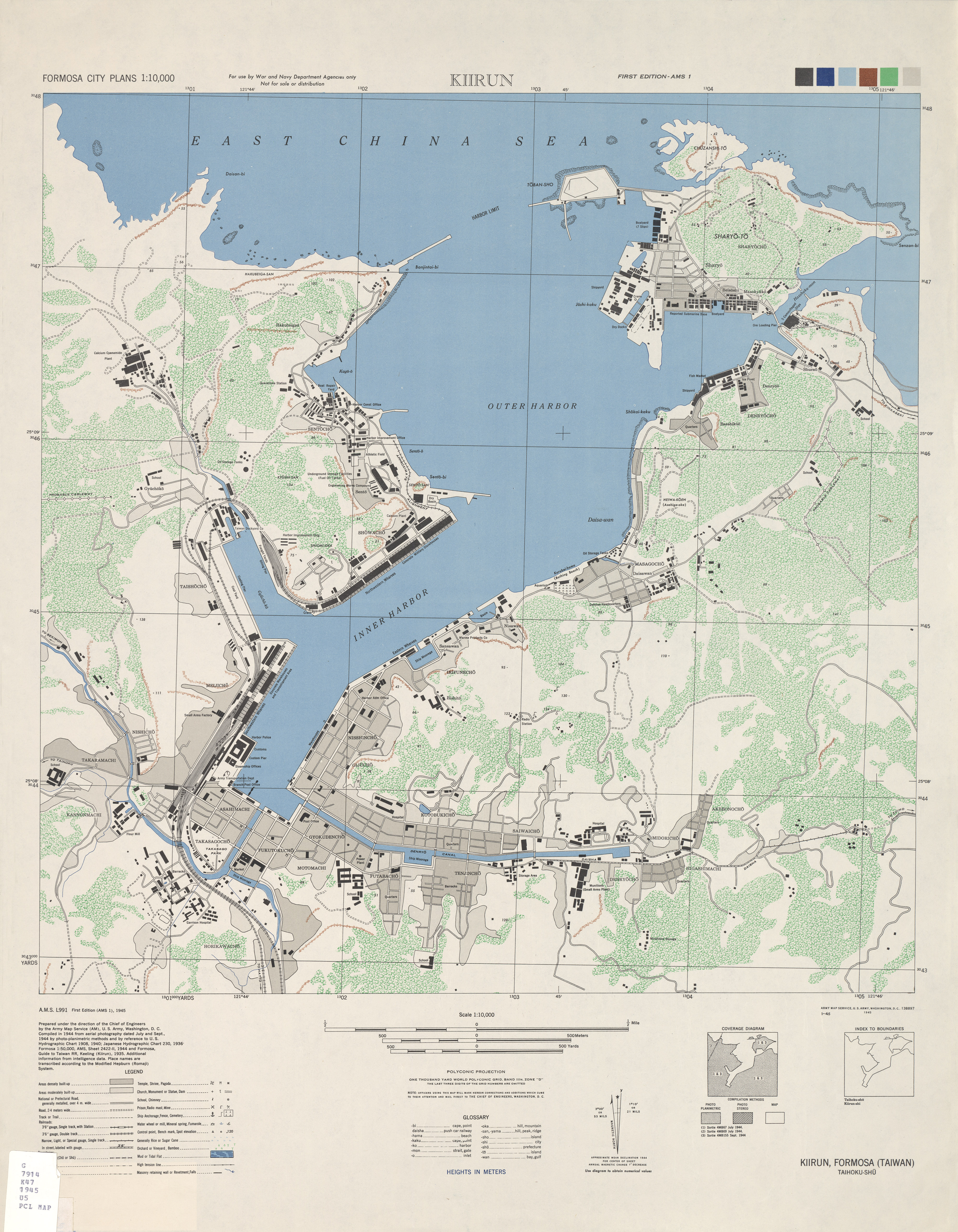
1945年に米国陸軍が作成した基隆の地図

この地に砦を最初に築いたのは、17世紀に台湾島を占領していたスペインやオランダだとされている。光華古砲台や荷蘭城（オランダ城）などと呼ばれていたようだ。清朝時代末期の清仏戦争時（1883年-1885年）には沿岸砲を設置するための砲台として使われ始めた。現在見られる遺構は、1900年（明治33年）に大日本帝国陸軍が日露戦争に備えるために基隆要塞として整備したものである。主装備として真北方向に一列に並んだ砲座（標高約70m）に射程約8800mの安式8吋加農砲（アームストロング式8インチ カノン砲）が4門、砲台地下に弾薬庫と戦時指揮所、西側の高台（標高129m）に観測所と指揮所、東側の高台（標高103m）に観測所などがあった。現在、カノン砲は撤去され砲台のコンクリート構造物の一部が残る。

## 白米甕の読み方について
「白米甕」の日本語読みが記された文献は発見できなかったが、標準的な音読の場合は「はくまいおう」「はくべいおう」、1945年の米軍作成の美軍繪製台灣城市地圖によれば「はくべいがおう」と推測される。

## 交通機関
- 基隆駅から基隆市公車[9]（バス）301路に乗車し太白荘站（バス停）下車、徒歩約500m